# Багадя (Верхньовілюйський улус)
Багадя (рос. Багадя)  — село Верхньовілюйського улусу, Республіки Саха Росії. Входить до складу Сургулукського наслегу.
Населення —  460 осіб (2010 рік). 